# Нехайки
Неха́йки— село в Україні,у Золотоніському районі Черкаської області. Входить до складу Драбівської селищної громади. Село розташоване в лівобережній частині заплави річки Супій за 20 км від центру громади — селища Драбів та за 35 км від залізничної станції Кононівка.

## Історія
Вперше в письмових документах село згадується в 1629 році, коли польські магнати проводили перепис своїх маєтностей. Нанесено воно і на карту Боплана, яка укладалася в 30—40-х роках XVII століття. Серед лісів, у зручному для оборони місці, оселився козак Данило Нехайко. Від першого поселенця походить назва села.
У 1760 в селі була Покровська церква.
Село є на мапі 1800 року.
У 1756–1759 роках тут бував Григорій Сковорода, а в 1835 році Євген Гребінка. Після відвідин села він написав оповідання «Вот кому зозуля куковала», де писав «Весьма хорошее село Нехайки, сдесь все такие чистенькие беленькие избы, таким литвинам и во сне не видывать…».
У 1854 році збудовано церкву, на якій встановлено найбільші дзвони в окрузі. Їх дзвін було чути і в Яготині, і в Переяславі, і в Золотоноші. Громада багато уваги приділяла освіті. Відтак на взяті у позику гроші побудовано в 1907 році нову школу.
Під час Голодомору 1932—1933 років, тільки за офіційними даними, від голоду померло 600 мешканців села.
304 нехайківці билися на фронтах радянсько-німецької війни, з них 131 нагороджено орденами й медалями Союзу РСР, льотчик-винищувач І. Н. Степаненко, який зробив 395 бойових вильотів, брав участь у 112 повітряних боях, двічі удостоєний звання Героя Радянського Союзу. У сільському парку встановлено його бронзовий бюст. На честь загиблих земляків у період війни споруджено обеліск Слави.
Станом на 1972 рік в селі проживало 1 710 людей, тут містилася центральна садиба колгоспу «3ірка», за яким було закріплено 3,6 тисяч га земельних угідь, у тому числі 2,9 тисяч га орної землі. Напрям господарства був зерновобуряковий з розвинутим м'ясо-молочним тваринництвом. На той час в селі працювали середня школа, де навчалося 355 учнів, клуб на 250 місць, бібліотека з книжковим фондом 15 тисяч примірників, дитячі ясла, аптека, філія зв'язку, ощадна каса, три магазини.

### Сучасність
В селі діє сільський краєзнавчий музей, створений силами працівників школи, учнів, громадськості села. Велика заслуга в створенні музею належить колишньому директору школи В. Г. Деркачу. Експозиція музею розміщена в 11 залах, у яких розповідається про історію рідного краю від давно минулих часів до сьогодення.
На території села працюють Нехайківський навчально-виховний комплекс, загальноосвітня школа І-III ступенів, дошкільний навчальний заклад, лікарська амбулаторія, Будинок культури.

## Населення
Населення — 1051 чоловік (на 2001 рік).

### Мовний склад
Рідна мова населення за даними перепису 2001 року:
| Мова       | Чисельність, осіб | Доля     |
| ---------- | ----------------- | -------- |
| Українська | 1 031             | 98,10 %  |
| Російська  | 20                | 1,90 %   |
| Разом      | 1 051             | 100,00 % |

## Громада села
Видатні люди, уродженці та жителі села, які тут народились, виховувались, жили і працювали:
- Деркач Борис Андрійович (1929—2007) — український літературознавець і критик, лауреат Шевченківської премії. Народився в Нехайках.
- Білінський Григорій Іассонович — священик зі старого українського православного священницького роду Полтавщини. Батько священика Григорія Григоровича Білінського, дядько військового і суспільно-політичного діяча, контр-адмірала Української Республіки Михайла Івановича Білінського.
- Васенко Григорій Демидович — уродженець села з приписних козаків, батрак, гвардієць Російської імперії, революціонер, переконаний більшовик, учасник боротьби з антирадянським повстанським рухом, один з організаторів колгоспу і школи, учасник розкуркулення і колективізації, вчитель, дід українського лікаря і військового генерала Володимира Васильовича Паська;
- Пасько Володимир Васильович — український лікар і генерал, нащадок корінних жителів села, онук жителя села Григорія Демидовича Васенка, неодноразово був у селі під час літнього відпочинку;
- Степаненко Іван Ничипорович — уродженець села, сирота, який втратив обох батьків під час голодомору, український червоний козак-льотчик, воїн РСЧА, учасник німецько-радянської війни, Двічі Герой Радянського Союзу;

## Зображення

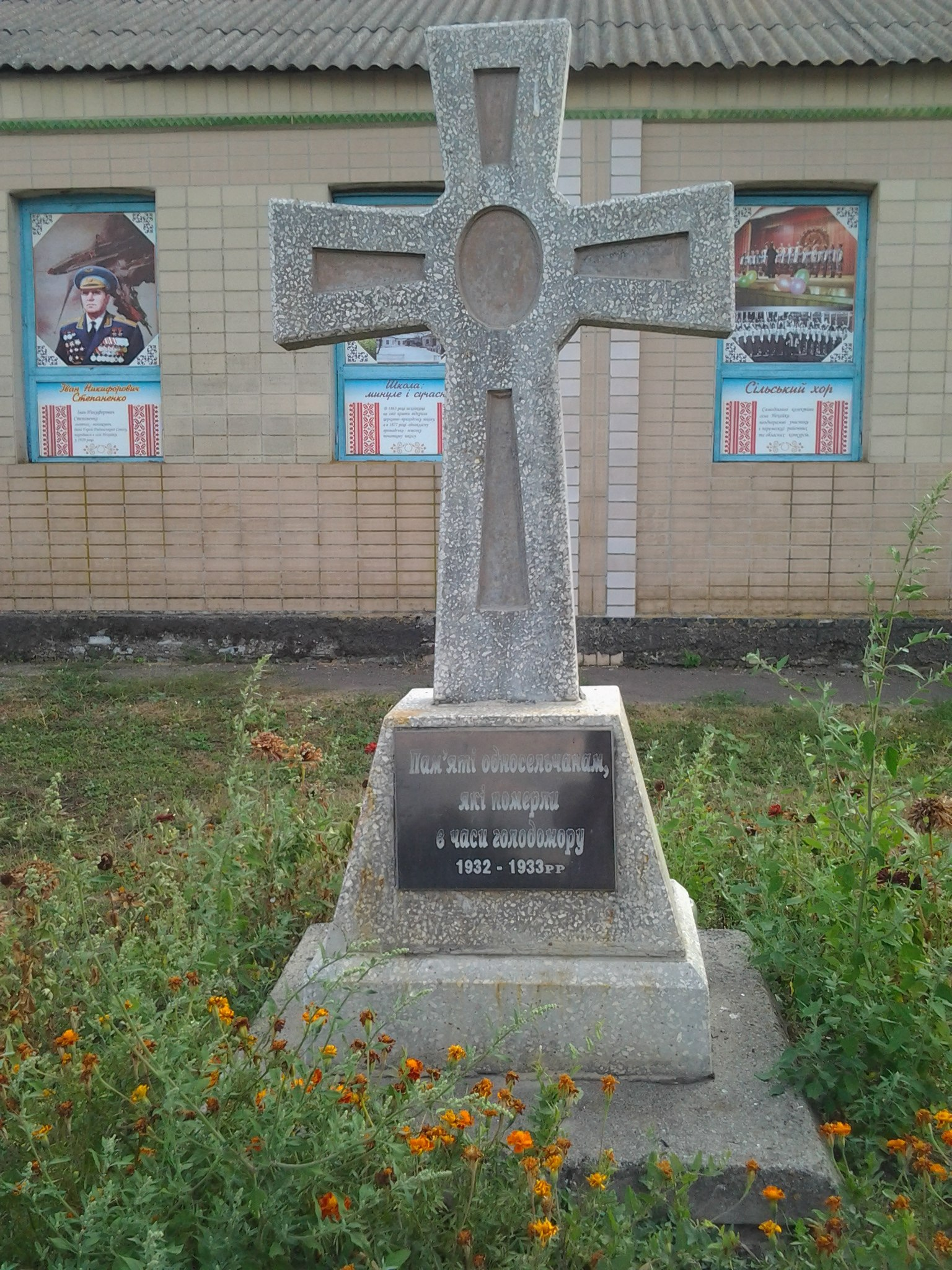
Хрест в с. Нехайки. Пам'яті односельчанам, які померли в часи Голодомору
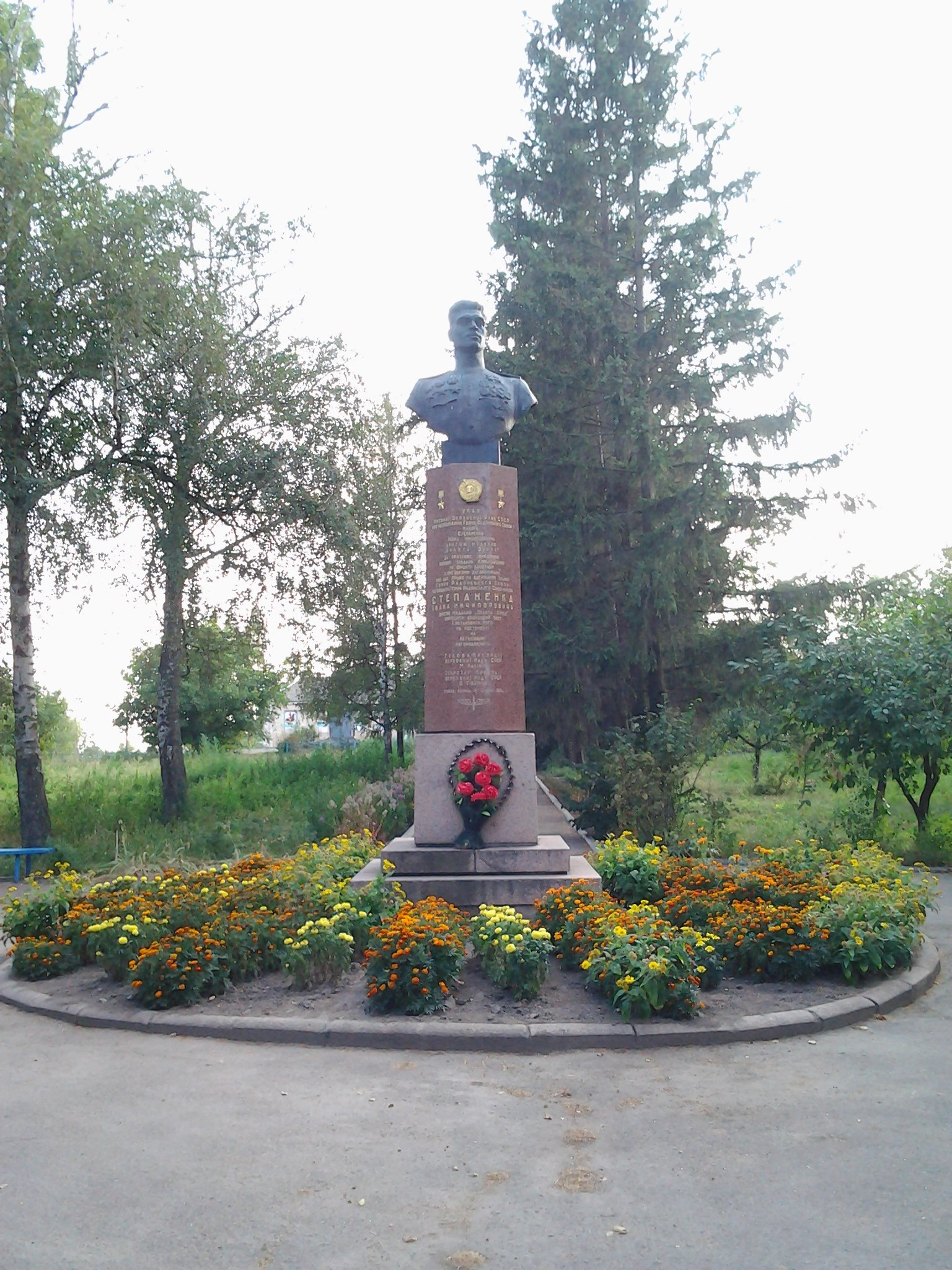
Бронзовий бюст Двічі Герою Радянського Союзу льотчику Івану Ничипоровичу Степаненку
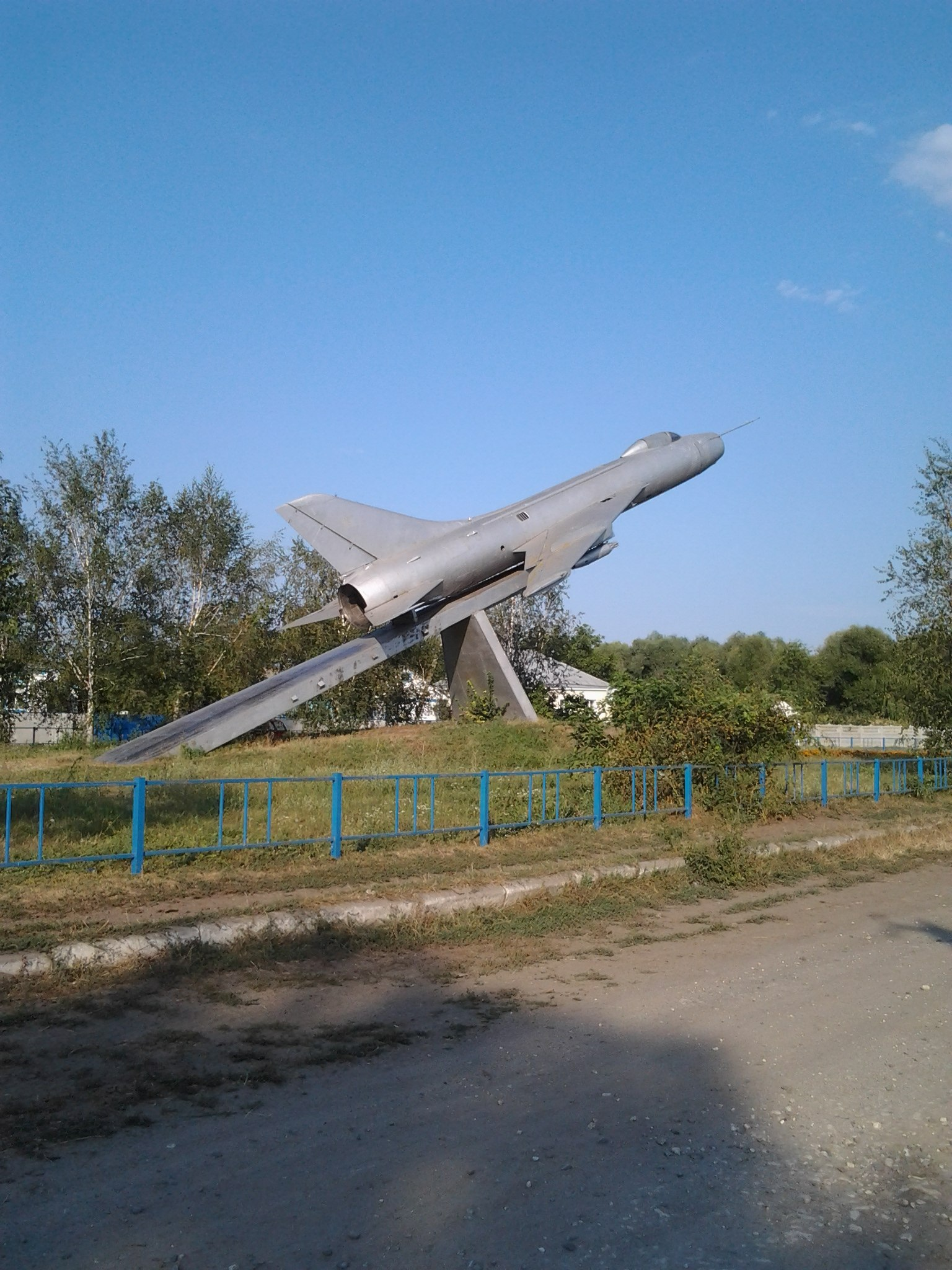
Літак — пам'ятник льотчику Івану Ничипоровичу Степаненку
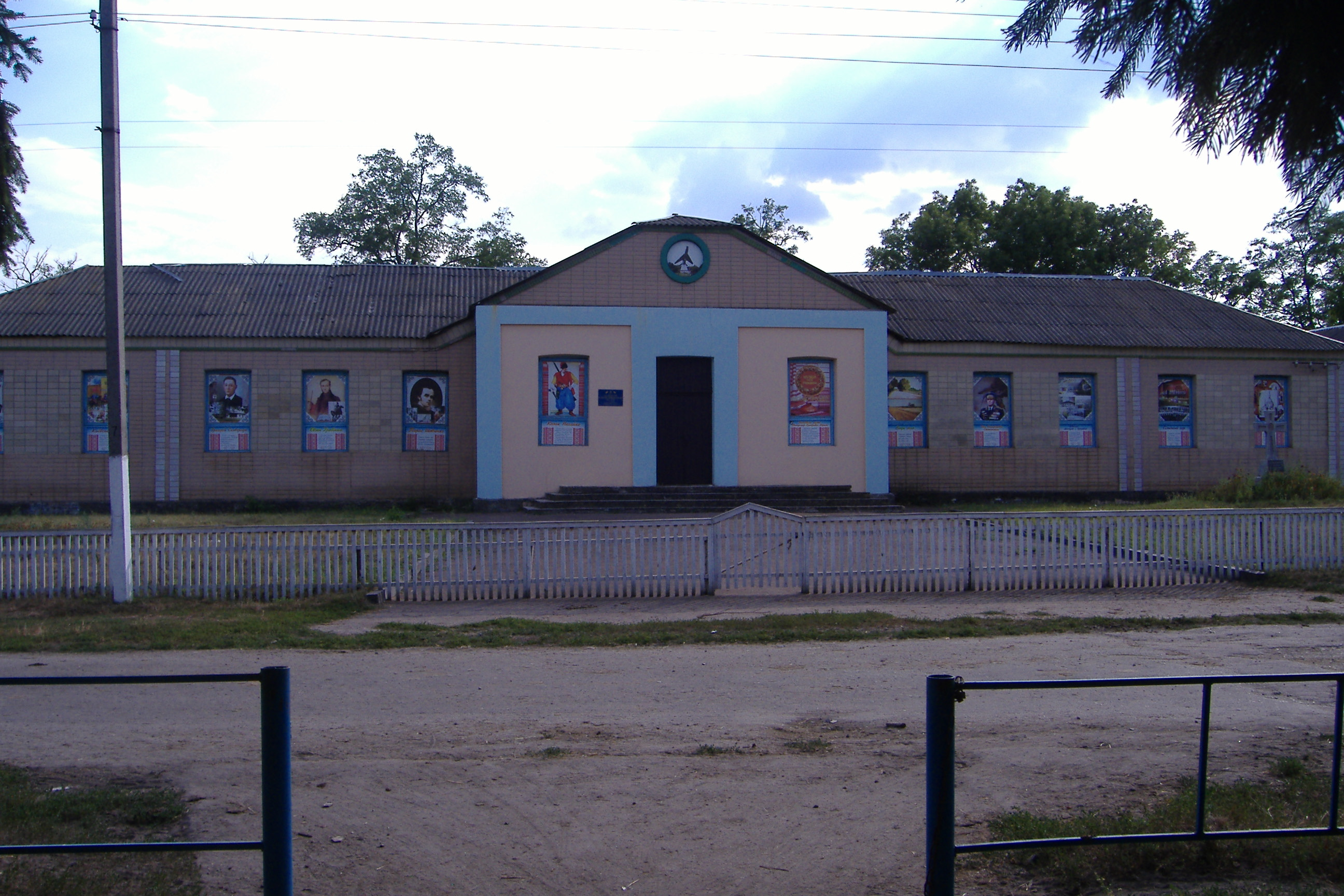
Народний історико-краєзнавчий музей